# Jaunpiebalga
Jaunpiebalga er en landsby med 1.020 indbyggere (per 2015) i landskabet Vidzeme i det nordøstlige Letland. Jaunpiebalga er centrum for Jaunpiebalgas novads og Jaunpiebalgas pagasts, og floden Gauja løber gennem byen. Jaunpiebalga er officielt en landsby siden 1990.
Byen har historisk udviklet sig på Gaujaflodens højre bred mellem det tidligere Jaunpiebalga Slot (tysk: Neu-Pebalg) og Piebalga Station. Landsbyen har administrative institutioner, et kulturhus, mellemskole, sparekasse, apotek, ambulance, lokalhistorisk museum og en luteransk kirke. De største arbejdsgivere er Piebalgas Alus og Wenden Furniture.